# Нордальбингия
Нордальбингия (также Северная Альбингия; нем. Nordalbingien) — один из четырёх административных регионов средневекового Герцогства Саксонского, наряду с Ангрией, Остфалией и Вестфалией. Название региона происходит от латинского названия Albis или Alba, реки Эльба и отсылается к области, преимущественно расположенной у Нижней Эльбы, сегодняшний Гольштейн. Расположенное в Северной Германии, это одно из самых ранних известных владений саксонов.

Нордальбингия в Саксонии, 1000 Н. Э. Это территория севера Датской Марки / Шлезвига, на востоке граничащая с Саксонским рубежом
Нордальбингия
Другие части Саксонии
Находится в Королевстве Германия

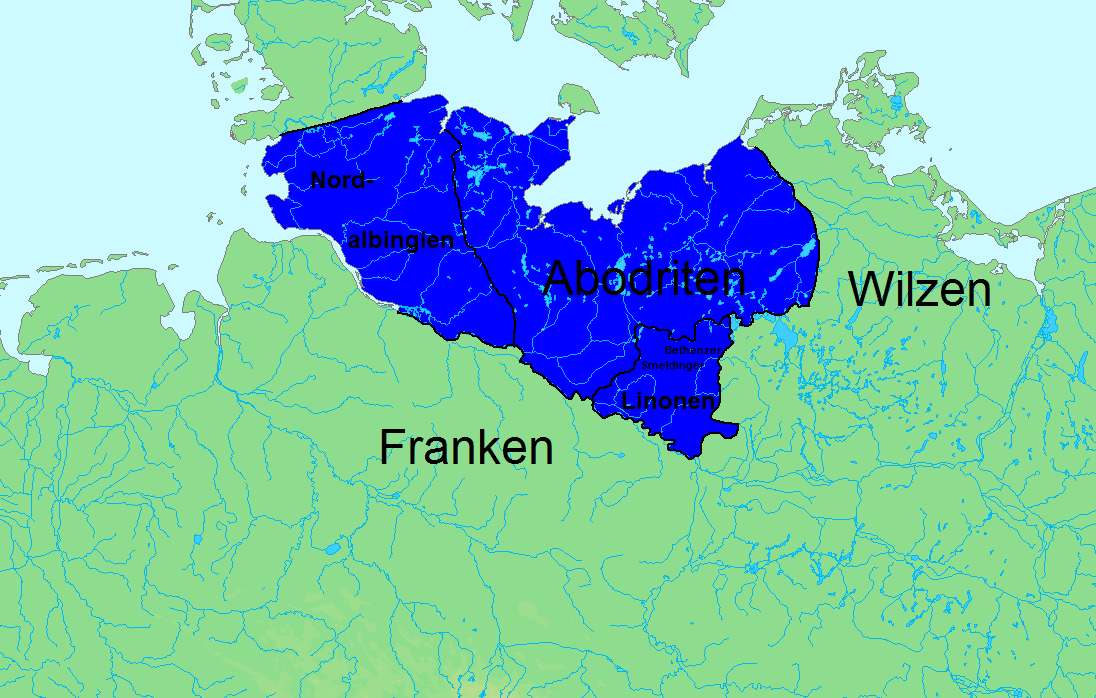
Нордальбингия в союзе ободритов в 800—814

## География
Согласно написанным в 1076 году хронистом Адамом Бременским «Деяниям архиепископов гамбургской церкви», Нордальбингия состояла из трех племенных областей (гау):
- Дитмаршена, простирающегося вдоль побережья Северного моря от устья реки Эльбы до реки Айдер на севере.
- Гольштейна, расположенного на реке Штёр, правом притоке Эльбы.
- Штормарн на северном берегу Эльбы, включая современный район Гамбурга.

Племена нордальбингов были в союзе с саксами, поселившимися в земле Хадельн к югу от Эльбы. На востоке Саксонский рубеж, труднодоступный регион между Эльбой и сегодняшним Кильским фьордом на Балтийском море, образовали естественную границу с землями Вагрии, заселенными славянскими ободритами.

## История
В 772 году правитель франков Карл Великий начал саксонские войны для завоевания земель Северо-Германской низменности. Согласно «Анналам королевства франков», вестфальский дворянин Видукинд отказался явиться на имперский сейм 777 года в Падерборне и бежал через Эльбу в Нордальбингию (или, возможно, дальше ко двору датского короля Сигфреда). Даже после подчинения Видукинда и христианизации в 785 году племена нордальбингов продолжали сопротивляться, пока в битве при Борнхёведе в 798 году объединенные силы франков и их союзников-ободритов во главе с князем Дражко не потерпели окончательное поражение. Саксы потеряли 4000 человек, 10 000 семей саксов были депортированы в другие районы империи Каролингов.
Районы к северу от Эльбы сначала были переданы ободритам, в то время как Земля Хадельн была непосредственно включена в состав региона. Однако вскоре в Нордальбингию вторглись датчане, и только вмешательство сына Карла Великого Карла Юного в 808 году отбросило их назад через реку Эйдер. В следующем году император приказал воздвигнуть замок Эсесфельд близ современного Итцехо, и весь регион был включен во Франкскую империю. Чтобы противостоять продолжающимся вторжениям, возглавляемым преемником короля Сигфреда Гудфредом, франки, вероятно, организовали датский поход, простиравшийся от реки Эйдер до укреплений Даневирке на севере. После того, как король Годфред был убит, его преемник Хемминг заключил Хайлигенский договор с Карлом Великим в 811 году, после чего Эйдер должен был отмечать границу между Данией и Францией. Однако ссоры между обеими сторонами продолжались более столетия, пока германский король Генрих I Птицелов окончательно не разгромил датские войска короля Гнупы возле Хедебю в 934 году.
После смерти Карла Великого в 814 году нордальбингские саксы были помилованы, и их земли были возвращены им от ободритов. Согласно некоторым источникам, император намеревался учредить епархию Нордальбингии во главе со священником Херидагом. Этот план был оставлен после смерти Херидага, и регион был передан епархиям Бремена и Вердена во время правления императора Людовика I Благочестивого, когда Ансгар был назначен архиепископом в Гамбурге в 831 году.